# Vale de Frades
Vale de Frades is een plaats (freguesia) in de Portugese gemeente Vimioso en telt 203 inwoners (2001).